# Stenocercus carrioni
Stenocercus carrioni är en ödleart som beskrevs av  Parker 1934. Stenocercus carrioni ingår i släktet Stenocercus och familjen Tropiduridae. Inga underarter finns listade i Catalogue of Life.